# Estrella (Renfe)

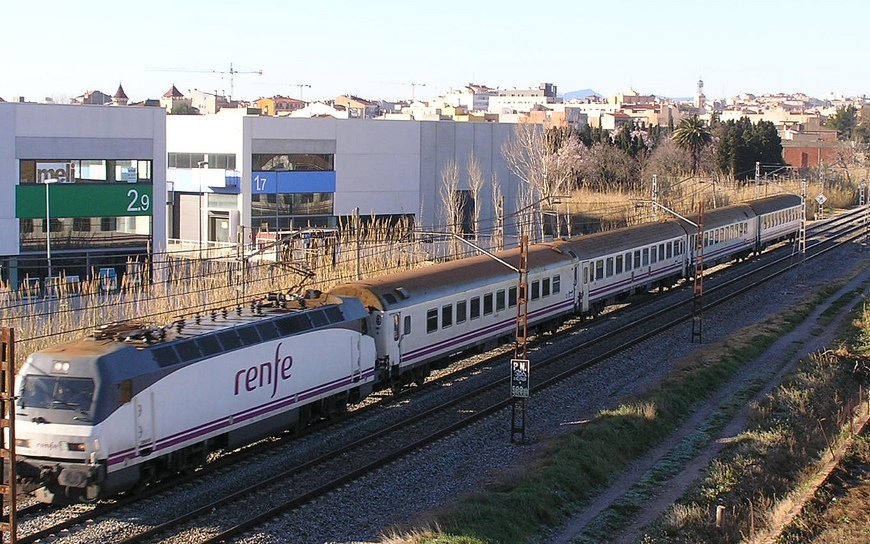
Train Estrella Costa Brava en 2011.

 (janvier 2020).
L'Estrella est un service de nuit offert par la RENFE permettant de rallier les principales grandes villes espagnoles (ainsi que Lisbonne et Hendaye) à partir de la fin de l'après-midi afin d'atteindre la destination le lendemain matin. 
À la suite du développement des lignes à grande vitesse sur le territoire espagnol, les différentes lignes ont été supprimées, la dernière en avril 2015.
Les différents niveaux de confort étaient les suivants : 
- Gran Clase
- Litera
- Preferente
- Turista (seulement sur l'Estrella Costa Brava)

## Services

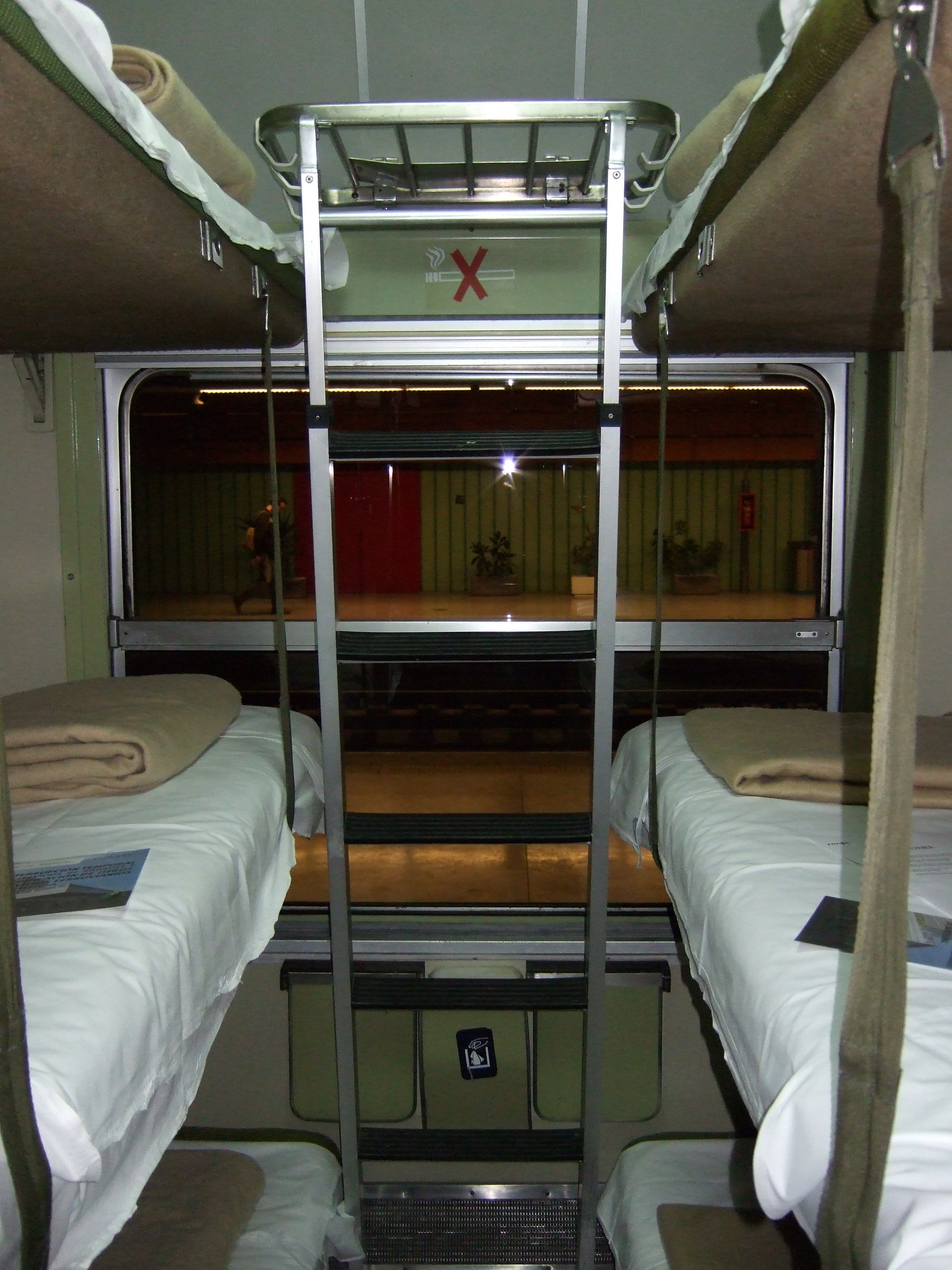
Compartiment couchette sur le Estrella Pio Baroja à destination des Asturies.

| Nom                         | Destination                                | Arrêts intermédiaires |
| --------------------------- | ------------------------------------------ | --- |
| Estrella Costa Brava        | Madrid-Chamartin - Cerbère                 | Alcalá de Henares · Guadalajara · Sigüenza · Arcos de Jalón · Calatayud · Saragosse-Delicias · Reus · Tarragone · Sant Vicenç de Calders · Barcelone-Sants · Granollers Centre · Caldes de Malavella · Gerone · Flaçà · Figueres · Llançà · Portbou |
| Estrella Galicia            | Barcelone-Sants - La Corogne-San Cristobal | Tarragone · Reus · Gare de Lleida-Pirineos\|Lleida-Pirineos · Monzón-Río Cinca · Saragosse-Delicias · Tudela de Navarra · Castejón de Ebro · Logroño · Burgos · Palencia · Leon · Astorga · Ponferrada · O Barco de Valdeorras · A Rua-Petín · San Clodio-Quiroga · Monforte de Lemos · Sarria · Lugo · Curtis · Betanzos-Infesta                                                                   |
| Estrella Galicia            | Barcelone-Sants - Vigo-Urzaiz              | Tarragone · Reus · Gare de Lleida-Pirineos\|Lleida-Pirineos · Monzón-Río Cinca · Saragosse-Delicias · Tudela de Navarra · Castejón de Ebro · Logroño · Burgos · Palencia · Leon · Astorga · Ponferrada · O Barco de Valdeorras · A Rua-Petín · San Clodio-Quiroga · Monforte de Lemos · Ourense-Empalme · Guillarei · O Porriño · Redondela de Galicia                                              |
| Estrella Pio Bajora         | Barcelone-Sants - Gijon-Cercanias          | Tarragone · Reus · Gare de Lleida-Pirineos\|Lleida-Pirineos · Monzón-Río Cinca · Saragosse-Delicias · Tudela de Navarra · Castejón de Ebro · Logroño · Burgos · Palencia · Sahagún · Leon · Pola de Lena · Mieres-Puente · Oviedo · Gijón-Jovellanos · Gijón-Cercanias |
| Estrella Pio Bajora         | Barcelone-Sants - Salamanque               | Tarragone · Reus · Gare de Lleida-Pirineos\|Lleida-Pirineos · Monzón-Río Cinca · Saragosse-Delicias · Tudela de Navarra · Castejón de Ebro · Logroño · Burgos · Palencia · Valladolid-Campo Grande · Medina del Campo · Cantalapiedra |
| Estrella Picasso            | Bilbao-Abando - Malaga-María Zambrano      | Miranda de Ebro · Burgos · Valladolid-Campo Grande · Medina del Campo · Avila · Manzanares · Valdepeñas · Linares-Baeza · Courdoue-Central · Puente Genil · Bobadilla |
| Estrella Sudexpress o Surex | Hendaye - Lisbonne-Santa Apolonia          | Irun · Saint Sébastien-Nord · Vitoria · Miranda de Ebro · Burgos · Valladolid-Campo Grande · Medina del Campo · Salamanque · Fuente de San Esteban-Boadilla · Ciudad Rodrigo · Fuentes de Oñoro · Villar-Formoso · Guarda · Vila Franca des Naves · Celorico da Beira · Mangualde · Nelas · Santa Comba-Dao · Pampilhosa · Coimbra · Pombal · Fátima · Entroncamento · Lisbonne-Estación de Oriente |

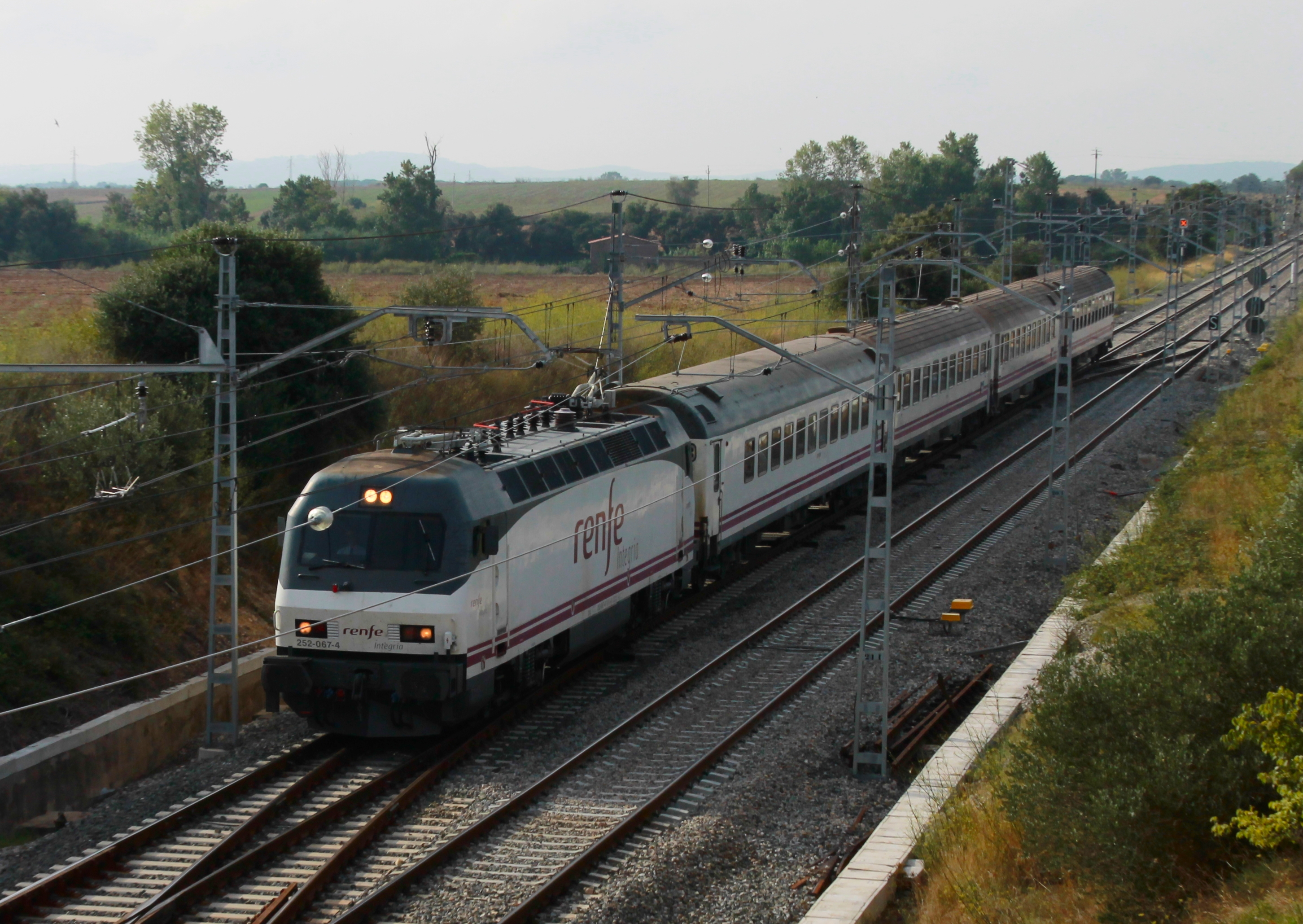
Estrella Costa Brava à Vilamalla
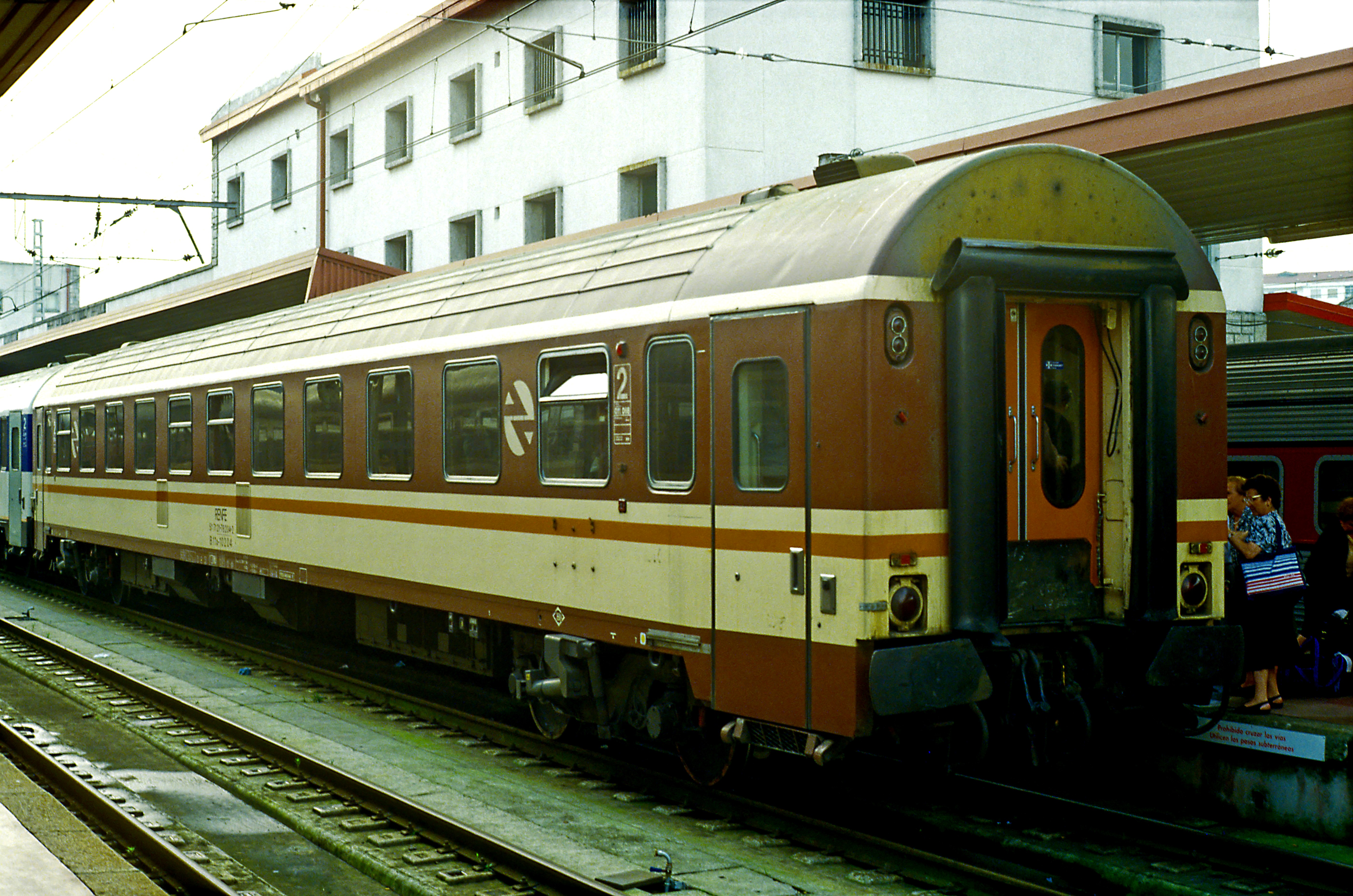
Estrella en livrée d'origine
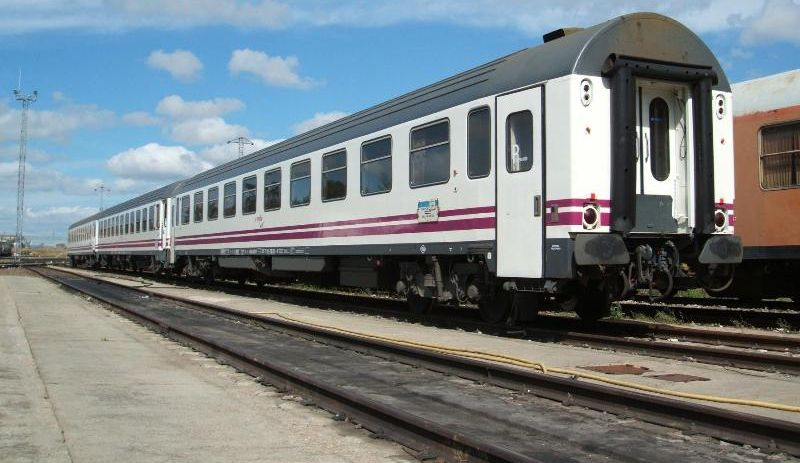
Estrella Estrella Pío Baroja en 2006

## Voir également
- Transport en Espagne
- Renfe
- Altaria